# Novi Iskăr
Novi Iskăr (în bulgară Нови Искър) este un oraș în comuna Stolicina, regiunea Sofia-capitala,  Bulgaria. 

## Demografie
Componența etnică a orașului Novi Iskăr
     Bulgari (91,36%)
     Nicio identificare (7,25%)
     Altele (1,87%)
La recensământul din 2011, populația orașului Novi Iskăr era de 14.754 locuitori. Din punct de vedere etnic, majoritatea locuitorilor (91,36%) erau bulgari. Pentru 7,25% din locuitori nu este cunoscută apartenența etnică.